# Pearl Jam-diszkográfia
A következő listák a Pearl Jam együttes kiadványait szedik sorba. Az 1991-es kezdetektől napjainkig 60 000 000 lemezt adtak el világszerte, ezzel az elmúlt 15 év egyik legsikeresebb rockegyüttesének minősülnek.

## Diszkográfia
Megjegyzés: az eladási adatok az USA-ra vonatkoznak. Az aranylemezeket (500 000 eladott példány) ● jellel, a platinákat (1 000 000 eladott példány) ▲ jellel jelöljük. Például a 12▲ tizenkétszeres platinát jelent. (RIAA: Recording Industry Association of America)

### Stúdióalbumok
| Album adatok | Kislemezek az albumról                                    |
| --- | --------------------------------------------------------- |
| Ten - Megjelenés: 1991. augusztus 27. - Az amerikai listákon elért hely: #2 (4 hét) - 250 hétig szerepelt a listákon - Amerikai eladások: 9 449 108 - RIAA besorolás: ▲12 (gyémánt) - Az angol listákon elért hely: #18 - Angol eladások: 100,000 - A német listákon elért hely: #15 - Eladások világszerte: 15 000 000 + | - "Alive" - "Even Flow" - "Jeremy" - "Oceans"             |
| Vs. - Megjelenés: 1993. október 19. - Az amerikai listákon elért hely: #1 (5 hét) - 67 hétig szerepelt a listákon - Amerikai eladások: 5 911 422 - Első heti eladások: 950,000 - RIAA besorolás: ▲7 - Az angol listákon elért hely: #2 - Angol eladások: 100,000 - A német listákon elért hely: #8 | - "Go" - "Animal" - "Daughter" - "Dissident"              |
| Vitalogy - Megjelenés: 1994. december 6. - Az amerikai listákon elért hely: #1 (1 hét) - 55 hétig szerepelt a listákon - Amerikai eladások: 4 702 362 - Első heti eladások: 877,000 - RIAA besorolás: ▲5 - Az angol listákon elért hely: #4 - Angol eladások: 100,000 - A német listákon elért hely: #8 - Eladások világszerte: 7 000 | - "Spin the Black Circle" - "Immortality" - "Not For You" |
| No Code - Megjelenés: 1996. augusztus 27. - Az amerikai listákon elért hely: #1 (2 hét) - 24 hétig szerepelt a listákon - Amerikai eladások: 1 399 518 - Első heti eladások: 366,000 - RIAA besorolás: ▲ - Az angol listákon elért hely: #3 - A német listákon elért hely: #6 | - "Who You Are" - "Off He Goes" - "Hail, Hail"            |
| Yield - Megjelenés: 1998. február 3. - Az amerikai listákon elért hely: #2 (1 hét) - 36 hétig szerepelt a listákon - Amerikai eladások: 1 588 693 - Első heti eladások: 358,000 - RIAA besorolás: ▲ - A kanadai listákon elért hely: #2 - Az angol listákon elért hely: #7 - Angol eladások: 60,000 - A német listákon elért hely: #4 - Eladások világszerte: 3 000 | - "Given to Fly" - "Wishlist"                             |
| Binaural - Stúdióalbum - Megjelenés: 2000. május 16. - Az amerikai listákon elért hely: #2 (1 hét) - 17 hétig szerepelt a listákon - Amerikai eladások: 744,586 - Első heti eladások: 226,000 - RIAA besorolás: ● - A kanadai listákon elért hely: #2 - Az angol listákon elért hely: #5 - Az ír listákon elért hely: #6 - A német listákon elért hely: #4 | - "Nothing As It Seems" - "Light Years"                   |
| Riot Act - Megjelenés: 2002. november 12. - Az amerikai listákon elért hely: #5 (1 hét) - 14 hétig szerepelt a listákon - Amerikai eladások: 502,332 - Első heti eladások: 166,000 - RIAA besorolás: ● - Az angol listákon elért hely: #34 - Az ír listákon elért hely: #9 - A német listákon elért hely: #13 | - "I Am Mine" - "Save You" - "Love Boat Captain"          |
| Pearl Jam - Megjelenés: 2006. május 2. - Az amerikai listákon elért hely: #2 (1 hét) - 17 hétig szerepelt a listákon - Amerikai eladások: 675,327 - Első heti eladások: 279,000 - RIAA besorolás: ● - A kanadai listákon elért hely: #2 - Az ausztrál listákon elért hely: #2 - Az amerikai listákon elért hely: #5 - Az ír listákon elért hely: #4 - A német listákon elért hely: #4 - A világ összesített listáján elért hely: #2 - Eladások világszerte: 1 666 250 - A megjelenés hetében a világon eladott példányszám: 439,000 | - "World Wide Suicide" - "Life Wasted"                    |

### Koncertalbumok és válogatások
| Album adatok |
| --- |
| Live on Two Legs - Koncertalbum - Megjelenés: 1998. november 24. - Az amerikai listákon elért hely: #15 - 15 hétig szerepelt a listákon - Angol eladások: 925,195 - RIAA besorolás: ▲ - A kanadai listákon elért hely: #7 - Az angol listákon elért hely: #68 - A német listákon elért hely: #49 - Eladások világszerte: 1 000 000 + |
| Lost Dogs - Ritkaságok, meg nem jelent kislemezek gyűjteménye - Megjelenés: 2003. november 11. - Az amerikai listákon elért hely: #15 - 11 hétig szerepelt a listákon - Amerikai eladások: 386,164 - Első heti eladások: 89,500 - RIAA besorolás: ● - Az ír listákon elért hely: #63 - A német listákon elért hely: #64 |
| Live at Benaroya Hall - Koncertalbum - Megjelenés: 2004. július 27. - Az amerikai listákon elért hely: #18 - 9 hétig szerepelt a listákon - Angol eladások: 179,996 - Első heti eladások: 40,000 - RIAA besorolás: - - A kanadai listákon elért hely: #10 - Az ír listákon elért hely: #48 - A német listákon elért hely: #100 |
| Rearviewmirror: Greatest Hits 1991-2003 - Greatest hits válogatás - Megjelenés: 2004. november 16. - Az amerikai listákon elért hely: #16 - 22 hétig szerepelt a listákon - Amerikai eladások: 700,673 - Első heti eladások: 96,000 - RIAA besorolás: ▲ - A kanadai listákon elért hely: #10 - Az ausztrál listákon elért hely: #34 - Az angol listákon elért hely: #58 - Az ír listákon elért hely: #22 - A német listákon elért hely: #75 |
| Live in NYC 12/31/92 - Koncertalbum - Megjelenés: 2006. május 2. a Pearl Jam album fan club verziójának bónuszaként - Az angol listákon elért hely: - - Fan club eladások: 2,000 - RIAA besorolás: - - Eladások világszerte: 2,000 |
| Live at Easy Street - Koncertalbum - Megjelenés: 2006. június 20. független lemezboltok számára. - Az amerikai listákon elért hely: - - Amerikai eladások: - - RIAA besorolás: - |
| Live at the Gorge 05/06 - Koncertalbum, box set - Megjelenés: 2007. június 26. a fanclub számára. - Az amerikai listákon elért hely: - - Amerikai eladások: - - RIAA besorolás: - |

### Egyéb kislemezek
- - 1991 – Let Me Sleep (Christmas Time) / Ramblings 91
  - 1992 – Sonic Reducer / Ramblings Continued
  - 1993 – Angel / Ramblings (Fuck Me In My Brain) (élő)
  - 1995 – History Never Repeats (élő) / Sonic Reducer (élő) / Swallow My Pride (élő) / My Way (élő)
  - 1996 – Olympic Platinum / Smile (élő)
  - 1997 – Happy When I'm Crying / R.E.M.: Live For Today
  - 1998 – Soldier Of Love (élő) / Last Kiss
  - 1999 – Strangest Tribe /Drifting
  - 2000 – Crown Of Thorns (élő) / Can't Help Falling In Love (élő)
  - 2001 – Last Soldier (élő) / Indifference (élő Ben Harper-rel) / Gimme Some Truth (élő) / Jeff Ament: I Just Want To Have Something To Do
  - 2002 – Don't Believe In Christmas / Sleepless Nights (élő)
  - 2003 – Reach Down (élő Chris Cornell-lel) / I Believe In Miracles (élő)
  - 2004 – Someday At Christmas / Better Man (Eddie Vedder a Walmer High School Choir-ral, Port Elizabeth, South Africa)
  - 2005 – Little Sister (élő Robert Plant-tel) / Gone (demo)
  - 2006 – Love, Reign O'er Me / Rockin' In The Free World (U-Jam, élő Bonóval & The Edge-dzsel)

### Bootleg
Az élő albumokon, a számtalan ritkaságon, és az albumokon található dalok élő verzióin kívül a zenekar kiadott egy bootleg-sorozatot, (bootleg: koncertfelvétel) amely a 2000-es európai turnéjuktól kezdve az összes koncertet lemezre rögzítette, leszámítva a 2004-es Vote for Change turné állomásait. A sorozat indítása óta több mint 3 000 000 bootleg-lemezt adtak el. A 2000-es és 2003-as felvételek duplalemezes (néha tripla) kiadásként kerültek a boltokba. 2005 óta azonban mp3-ban, 2006 óta pedig már veszteségmentes FLAC formátumban is le lehetett őket tölteni a zenekar hivatalos honlapjáról.
A Pearl Jam az első olyan együttes, amely egy egész koncertsorozatot felvett és megjelentetett.

## Videográfia
Megjegyzés: az eladási adatok az USA-ra vonatkoznak. Két minősítési kategória van: arany (50,000 eladott példány) "●" és platina (100,000 eladott példány) "▲". A 3▲ például háromszoros platinát jelent. (RIAA: Recording Industry Association of America)
| Lemez adatok                                                                                               | Lemez adatok |
| --- | ------------ |
| Single Video Theory - Megjelenés: 1998. augusztus 4. - Amerikai eladások: 107,268 - RIAA besorolás: ▲      |              |
| Touring Band 2000 - Megjelenés: 2001. május 1. - Amerikai eladások: 195,154 - RIAA besorolás: ▲            |              |
| Live at the Showbox - Megjelenés: 2003. június 30. - Amerikai eladások: - - RIAA besorolás: -              |              |
| Live at the Garden - Megjelenés: 2003. november 11. - Amerikai eladások: 174,367 - RIAA besorolás: 3▲      |              |
| Immagine in Cornice - Megjelenés: 2007. szeptember 25. - Amerikai eladások: nincs adat - RIAA besorolás: - |              |

## Közreműködések más előadók albumain/Filmzenék
| Év   | Cím                                                             | Szám(ok) | Kiadó                                  |
| 1992 | Stanley, Son of Theodore: Yet Another Alternative Music Sampler | - Alive (Live) | Epic/Columbia                          |
| 1992 | Facérok filmzene                                                | - Breath - "State of Love and Trust" | Epic                                   |
| 1993 | Sweet Relief: A Benefit for Victoria Williams                   | - Crazy Mary | Thirsty Ear/Chaos                      |
| 1993 | 30th Anniversary Concert Celebration: Bob Dylan Tribute         | - Masters of War (Live) - Előadja: Eddie Vedder és Mike McCready | Sony                                   |
| 1993 | Judgment Night filmzene                                         | - Real Thing (a Cypress Hill-lel) | Epic                                   |
| 1993 | In Defense of Animals                                           | - Porch | Restless                               |
| 1993 | Stone Free: A Tribute to Jimi Hendrix                           | - Hey Baby (Land of the New Rising Sun) - Előadja: M.A.C.C. (Mike McCready, Jeff Ament, Matt Cameron és Chris Cornell) | Reprise/WEA                            |
| 1995 | Egy kosaras naplója filmzene                                    | - Catholic Boy (Jim Carrollal és Chris Friellel) | Island                                 |
| 1996 | Dead Man Walking filmzene                                       | - Face of Love - Előadja: Eddie Vedder és Nusrat Fateh Ali Khan - Long Road - Előadja: Eddie Vedder és Nusrat Fateh Ali Khan | Sony                                   |
| 1996 | Home Alive: The Art of Self Defense                             | - Leaving Here | Epic                                   |
| 1996 | Kábelbarát filmzene                                             | - Oh! Sweet Nuthin’ - Mike McCready gitározik a "$10,000 Gold Chain" c. dalban | Sony                                   |
| 1996 | M.O.M., Vol. 1: Music for Our Mother Ocean                      | - Gremmie out of Control | Interscope                             |
| 1996 | Hype! filmzene                                                  | - Not For You | Sub Pop                                |
| 1997 | Schoolhouse Rock!                                               | - Electricity, Electricity - Előadja: Goodness és Mike McCready | Rhino/WEA                              |
| 1997 | Kerouac – kicks joy darkness                                    | - Hymn - Előadja Eddie Vedder és a Hovercraft | Rykodisc                               |
| 1997 | Tibetan Freedom Concert                                         | - Yellow Ledbetter (Live) - Előadja: Eddie Vedder és Mike McCready | Capitol                                |
| 1997 | The Bridge School Concerts, Vol. 1                              | - Nothingman (Live) | Reprise                                |
| 1998 | Chicago Cab filmzene                                            | - Who You Are - Hard To Imagine | Loose Groove                           |
| 1999 | No Boundaries: A Benefit for the Kosovo Refugees                | - Last Kiss - Soldier of Love | Epic                                   |
| 1999 | M.O.M., Vol. 3: Music for Our Mother Ocean                      | - Whale Song | Hollywood                              |
| 1999 | Movie Music: The Definitive Performances                        | - State of Love and Trust | Columbia/Epic/Legacy                   |
| 1999 | Rock: Train Kept a Rollin'                                      | - Black | Sony                                   |
| 1999 | Cradle Will Rock filmzene                                       | - Croon Spoon - Előadja: Eddie Vedder és Susan Sarandon | RCA                                    |
| 2000 | Wild and Wooly: The Northwest Rock Collection                   | - Even Flow (Live) | Sub Pop                                |
| 2000 | Majdnem híres filmzene                                          | - Fever Dog - Mike McCready a Stillwaters tagjaként | DreamWorks                             |
| 2000 | Free the West Memphis 3                                         | - Poor Girl - Előadja: The Supersuckers és Eddie Vedder | Koch Records                           |
| 2001 | Substitute: Songs from the Who                                  | - The Kids Are Alright (Live) | Edel America                           |
| 2001 | America: A Tribute to Heroes                                    | - Long Road (Live) - Előadja: Eddie Vedder és Mike McCready & Neil Young | Interscope Records                     |
| 2002 | Nevem Sam filmzene                                              | - You’ve Got to Hide Your Love Away - Előadja: Eddie Vedder | V2 Ada                                 |
| 2002 | Pókember filmzene                                               | - Hero - Előadja: Chad Kroeger, Josey Scott, Matt Cameron, és Tyler Connolly | Sony                                   |
| 2003 | We're a Happy Family – A Tribute To Ramones                     | - I Believe in Miracles - Előadja: Eddie Vedder & Zeke - "Daytime Dilemma (Dangers of Love)" - Előadja: Eddie Vedder & Zeke | Columbia                               |
| 2003 | Live From Nowhere Near You                                      | - Powerless - Előadja: Mike McCready, Stone Gossard, Cole Peterson, és Chris Friel | Funkhead Music                         |
| 2003 | Nagy Hal filmzene                                               | - Man of the Hour | Sony                                   |
| 2004 | Hot Stove, Cool Music, Vol. 1                                   | - Bu$hleaguer (Live) | Fenway Recordings                      |
| 2004 | Riding Giants filmzene                                          | - Go | Milan                                  |
| 2004 | Songs and Artists that Inspired Fahrenheit 9/11                 | - Masters of War (Live) | Epic Soundtrax                         |
| 2004 | For the Lady                                                    | - Better Man (Live) | Rhino Entertainment/Warner Music Group |
| 2006 | A Brokedown Melody filmzene                                     | - Goodbye - Előadja: Eddie Vedder | Brushfire Records                      |
| 2007 | Surf's Up filmzene                                              | - Big Wave | Sony Records                           |
| 2007 | Into the Wild filmzene                                          | - Setting Forth, No Ceiling, Far Behind, Rise, Long Nights, Tuolumne, The Wolf, End of the Road és Guaranteed - Előadó:Eddie Vedder - Hard Sun - Előadók: Eddie Vedder és Corin Tucker - Society - Előadók: Eddie Vedder és Jerry Hannan | J Records                              |
| 2007 | I'm Not There filmzene                                          | - All Along the Watchtower - Előadók: Eddie Vedder & The Million Dollar Bashers | Columbia Records                       |

## Eladási adatok
- Ten (1991. augusztus 27.) : 12 000 000 (12 x platina)
- Vs. (1993. október 19.) : 7 000 000 (7 x platina)
- Vitalogy (1994. december 6.) : 5 000 000 (5 x platina)
- No Code (1996. augusztus 27.) : 1 500 000 (platina)
- Yield (1998. február 3.) : 1 600 000 (platina)
- Live on Two Legs (1998. november 24.) : 950 000 (platina)
- Binaural (2000. május 16.) : 750 000 (arany)
- Riot Act (2002. november 12.) : 500 000 (arany)
- Lost Dogs (2CD) (2003. november 11.) : 390 000 (arany)
- Live at Benaroya Hall (2004. július 27.) : 180 000
- Rearviewmirror: Greatest Hits 1991-2003(2CD) (2004. november 16.) : 700 000 (platina)
- Pearl Jam (2006. május 2.) : 1 736 125 (arany)

A zenekar a korábbi kiadójuk, az Epic/Sony BMG információi szerint eddig több mint hatvanmillió albumot adott el világszerte, és ezzel az utóbbi 15 év egyik legsikeresebb együttesének számít.
Az eladási adatok az USA-ra értendők.

## Listás dalok
| Év charted | Cím                                                | Amerikai eladások | Lista             | Lista       | Lista           | Lista         | Lista            | Lista         | Lista         | Lista               | Album                                         |
| Év charted | Cím                                                | Amerikai eladások | USA               | USA         | USA             | Kanada        | Ausztrália       | Anglia        | Írország      | Németország         | Album                                         |
| Év charted | Cím                                                | Amerikai eladások | Billboard Hot 100 | Modern Rock | Mainstream Rock | Kislemezlista | ARIA slágerlista | Kislemezlista | Kislemezlista | Media Control Lista | Album                                         |
| 1992       | "Alive"                                            | 86,687            |                   | 18          | 16              |               | 9                | 16            | 13            | 44                  | Ten                                           |
| 1992       | "Even Flow"                                        | 81,266            |                   | 21          | 3               |               | 22               | 27            |               |                     | Ten                                           |
| 1992       | "Jeremy"                                           | 604,313           | 79                | 5           | 5               |               |                  | 15            | 10            | 93                  | Ten                                           |
| 1993       | "Black"                                            |                   |                   | 20          | 3               |               |                  |               |               |                     | Ten                                           |
| 1993       | "Crazy Mary"                                       |                   |                   | 8           | 26              |               |                  |               |               |                     | Sweet Relief: A Benefit for Victoria Williams |
| 1993       | "Go"                                               | 84,165            |                   | 8           | 3               |               | 22               | 190           |               | 96                  | Vs.                                           |
| 1993       | "Daughter"                                         | 231,424           | 97                | 1 (1 hét)   | 1 (8 hét)       |               | 18               | 18            | 4             |                     | Vs.                                           |
| 1994       | "Animal"                                           | 39,616            |                   |             | 21              |               | 30               |               |               |                     | Vs.                                           |
| 1994       | "Glorified G"                                      |                   |                   |             | 39              |               |                  |               |               |                     | Vs.                                           |
| 1994       | "Dissident"                                        | 209,589           |                   | 3           | 3               |               |                  | 14            | 7             | 97                  | Vs.                                           |
| 1994       | "Elderly Woman Behind the Counter in a Small Town" |                   |                   | 17          | 21              |               |                  |               |               |                     | Vs.                                           |
| 1994       | "Yellow Ledbetter"                                 |                   |                   | 26          | 21              |               |                  |               |               |                     | "Jeremy" maxi kislemez                        |
| 1994       | "Spin the Black Circle"                            | 104,861           |                   | 11          | 16              |               | 3                | 10            | 6             | 92                  | Vitalogy                                      |
| 1994       | "Tremor Christ"                                    |                   | 18                | 16          | 16              |               |                  |               |               |                     | Vitalogy                                      |
| 1995       | "Not For You"                                      | 79,886            |                   | 38          | 12              |               | 29               | 34            | 26            |                     | Vitalogy                                      |
| 1995       | "Immortality"                                      | 46,737            |                   | 31          | 10              |               |                  |               |               |                     | Vitalogy                                      |
| 1995       | "Corduroy"                                         |                   |                   | 13          | 22              |               |                  |               |               |                     | Vitalogy                                      |
| 1995       | "Better Man"                                       |                   |                   | 2           | 1 (8 hét)       |               |                  |               |               |                     | Vitalogy                                      |
| 1995       | "I Got Id"                                         | 431,632           | 7                 | 3           | 2               |               | 2                | 25            | 29            |                     | Mirror Ball EP                                |
| 1996       | "Who You Are"                                      | 118,325           | 31                | 1 (1 hét)   | 5               |               | 5                | 18            | 19            |                     | No Code                                       |
| 1996       | "Hail, Hail"                                       | 5,836             |                   | 9           | 9               |               | 31               |               |               |                     | No Code                                       |
| 1996       | "Red Mosquito"                                     |                   |                   |             | 37              |               |                  |               |               |                     | No Code                                       |
| 1996       | "Leaving Here"                                     |                   |                   | 31          | 24              |               |                  |               |               |                     | Home Alive: The Art of Self Defense           |
| 1997       | "Off He Goes"                                      |                   |                   | 31          | 34              |               | 46               |               |               |                     | No Code                                       |
| 1998       | "Given to Fly"                                     | 158,328           | 21                | 3           | 1 (6 hét)       | 2             | 13               | 12            | 18            | 67                  | Yield                                         |
| 1998       | "Wishlist"                                         | 94,750            | 47                | 6           | 6               | 7             | 48               | 30            |               |                     | Yield                                         |
| 1998       | "In Hiding"                                        |                   |                   | 13          | 14              |               |                  |               |               |                     | Yield                                         |
| 1998       | "Do the Evolution"                                 |                   |                   | 33          | 40              |               |                  |               |               |                     | Yield                                         |
| 1999       | "Last Kiss"                                        | 786,762           | 2                 | 2           | 5               | 1             | 1 (7 hét)        | 42            |               |                     | "Last Kiss" kislemez                          |
| 2000       | "Nothing As It Seems"                              | 69,223            | 49                | 10          | 3               | 1             | 7                | 22            | 27            | 98                  | Binaural                                      |
| 2000       | "Light Years"                                      | 38,251            |                   | 26          | 17              | 13            |                  | 52            |               |                     | Binaural                                      |
| 2002       | "I Am Mine"                                        | 43,191            | 43                | 6           | 7               | 2             | 12               | 26            |               | 60                  | Riot Act                                      |
| 2003       | "Save You"                                         | 23,512            |                   | 29          | 23              | 17            |                  |               |               |                     | Riot Act                                      |
| 2003       | "Love Boat Captain"                                |                   |                   |             |                 | 16            | 29               | 110           |               |                     | Riot Act                                      |
| 2006       | "World Wide Suicide"                               |                   | 41                | 1 (3 hét)   | 2               |               |                  |               |               |                     | Pearl Jam                                     |
| 2006       | "Life Wasted"                                      |                   |                   | 10          | 13              |               |                  | 110           |               |                     | Pearl Jam                                     |
| 2006       | "Gone"                                             |                   |                   | 40          |                 |               |                  |               |               |                     | Pearl Jam                                     |

## Videóklipek
| Rendező(k)                       | Bemutatás              | Megjegyzés |
| Josh Taft                        | 1991. szeptember       | - A felvétel készült: 1991. augusztus 3. a RKCNDY-ban, Seattle. - 1992-ben az MTV Video Music Awards-on a Best Alternative Video kategória jelöltje. |
| Chris Cuffaro                    | Nem került bemutatásra | - A felvétel készült: 1991. október 4. Los Angeles. - Az Epic cenzúrázta. |
| Josh Taft                        | 1992. április          | - A felvétel a Moore Theater-ben készült 1992. január 17. Seattle. |
| Rocky Schenck                    | Nem került bemutatásra | - A felvétel készült: 1992. január 31. Los Angeles. - A Pearl Jam cenzúrázta. |
| Mark Pellington                  | 1992.augusztus 1.      | - A zenekarról a felvételek 1992 júniusában készültek Londonban. - A televíziók egy átszerkesztett verziót sugároztak. - Megnyert 4 MTV Video Music Award díjat 1993-ban: az év videójáért, a legjobb rock klipért, a legjobb rendezésért és a legjobb csoport-videóért járókat. |
| Josh Taft                        | 1992                   | - A felvétel készült: 1992. szeptember, Hawaii. - Az USA-ban nem mutatták be. |
| Todd McFarlane and Kevin Altieri | 1998. augusztus 24.    | - Az Epoch Ink Animation készítette 1998. Santa Monica. - 1999-ben Grammy-jelölt a Best Music Video, Short Form kategóriában. |
| James Frost                      | 2002. október          | - A felvétel készült: 2002. szeptember, Chop Suey club, Seattle. |
| James Frost                      | 2002                   | - A felvétel készült: 2002. szeptember, Chop Suey club, Seattle. |
| James Frost                      | 2002                   | - A felvétel készült: 2002. szeptember, Chop Suey club, Seattle. |
| James Frost                      | 2002                   | - A felvétel készült: 2002. szeptember, Chop Suey club, Seattle. |
| James Frost                      | 2002                   | - A felvétel készült: 2002. szeptember, Chop Suey club, Seattle. |
| Danny Clinch                     | 2006. április          | - A labdazsonglőrről a felvétel 2005-ben, Santiago-ban készült. - A zenekarról a felvétel 2006-ban, Seattle-ben készült. |
| Fernando Apodaca                 | 2006. május 16.        | - A felvétel készült: 10 hónapon át, különféle helyszíneken, pl. Románia és Seattle. - 2006-ban MTV Video Music Award for Best Special Effects-jelölt. |

## Fordítás
- Ez a szócikk részben vagy egészben  a   Pearl_Jam_discography című angol Wikipédia-szócikk fordításán alapul.  Az eredeti cikk szerkesztőit annak laptörténete sorolja fel. Ez a jelzés csupán a megfogalmazás eredetét és a szerzői jogokat jelzi, nem szolgál a cikkben szereplő információk forrásmegjelöléseként.